# Clinchamps-sur-Orne

Clinchamps-sur-Orne este o comună în departamentul Calvados, Franța. În 1 ianuarie 2018 avea o populație de 1.257 de locuitori.